# Аллиоли, Иосиф Франц фон
Иосиф Франц фон Аллиоли (нем. Joseph Franz Allioli; 1793-1873) — известный католический богослов.

## Биография
Иосиф Франц фон Аллиоли родился 10 августа 1793 в городе Зульцбахе на земле Саар.
Аллиоли посещал тамошнюю гимназию и потом учился в Мюнхене, Амберге и в Ландсгуте, в 1815 поступил в епископскую семинарию в Регенсбурге.
В 1816 рукоположён во священники и в 1818 отправился на два года в Вену, чтобы посвятить себя изучению восточных языков, а оттуда — в Рим и Париж.
С 1821 он был в Ландсгуте приват-доцентом, с 1823 экстраординарным и с 1825 ординарным профессором по изучению Библии, а с 1826 переведен оттуда в город Мюнхен.
В 1835 года Иосиф Франц фон Аллиоли оставил профессуру, затем был настоятелем собора в Регенсбурге, в 1838 соборным священником в Аугсбурге, где и скончался 22 мая 1873 года.
Его известность в литературе основывается главным образом на изданном им с примечаниями «Ubersetzung der Heiligen Schrift des Alten und Neuen Testaments nach der Vulgata» (6 том, Нюрнберг, 1820; 4 изд., 3 т., Регенсб., 1871). Для этого перевода было испрошено папское одобрение, преимущественно с тою целью, чтобы распространить его между католиками в Германии.
Ординарный член Баварской АН (1835, экстраординарный 1830).